# Insula Dragonera

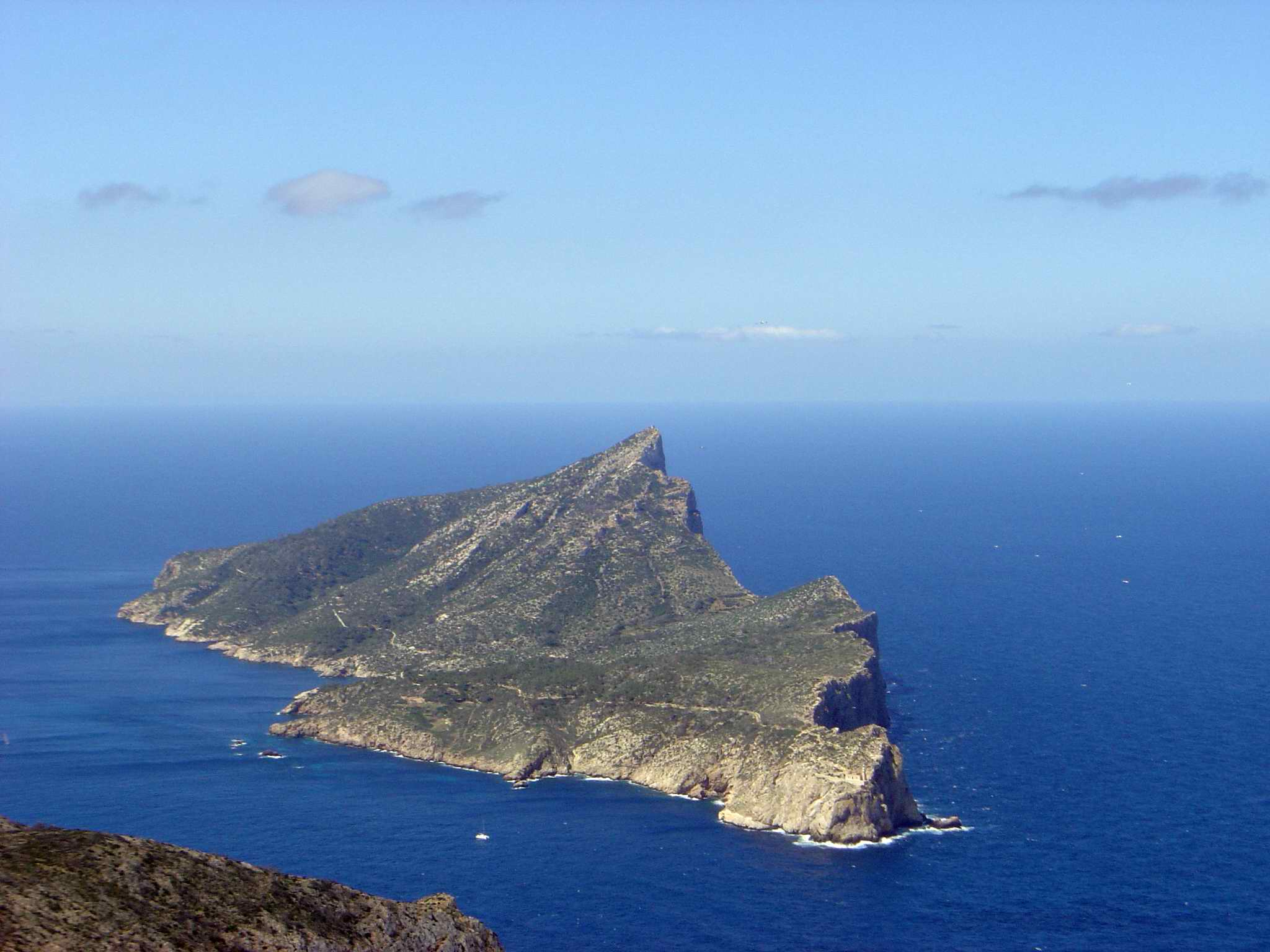
Vedere a Insulei Dragonera

Dragonera (în catalană Sa Dragonera), este o insulă a arhipelagului aparținând Insulelor Baleare (Spania) și este situată la vest de Palma de Mallorca. Numele provine probabil de la cuvântul latin TRACO-traconis (traconaria- Dragonera), care înseamnă "crăpătură în sol, îndoire" referindu-se probabil la apa proaspătă dintr-o peșteră de pe insulă și nu la termenul de "Dragon" (care este numele dat șopârlelor caracteristice din Insulele Baleare). Are o lungime de 3.200 de metri și o lățime care ajunge la 500 de metri. Relieful este foarte abrupt și neregulat. Cel mai înalt vârf de pe insulă este denumit ”Na Popia” și are o înălțime de aproximativ 360 de metri. Pe acest vârf se află un far, acum în ruine. Orașele cele mai apropiate de insulă sunt: Sant Telm și Port d'Andratx, unde au fost înființate centre de scufundări care atrag mulți turiști în sezonul de vară.

## Istoria

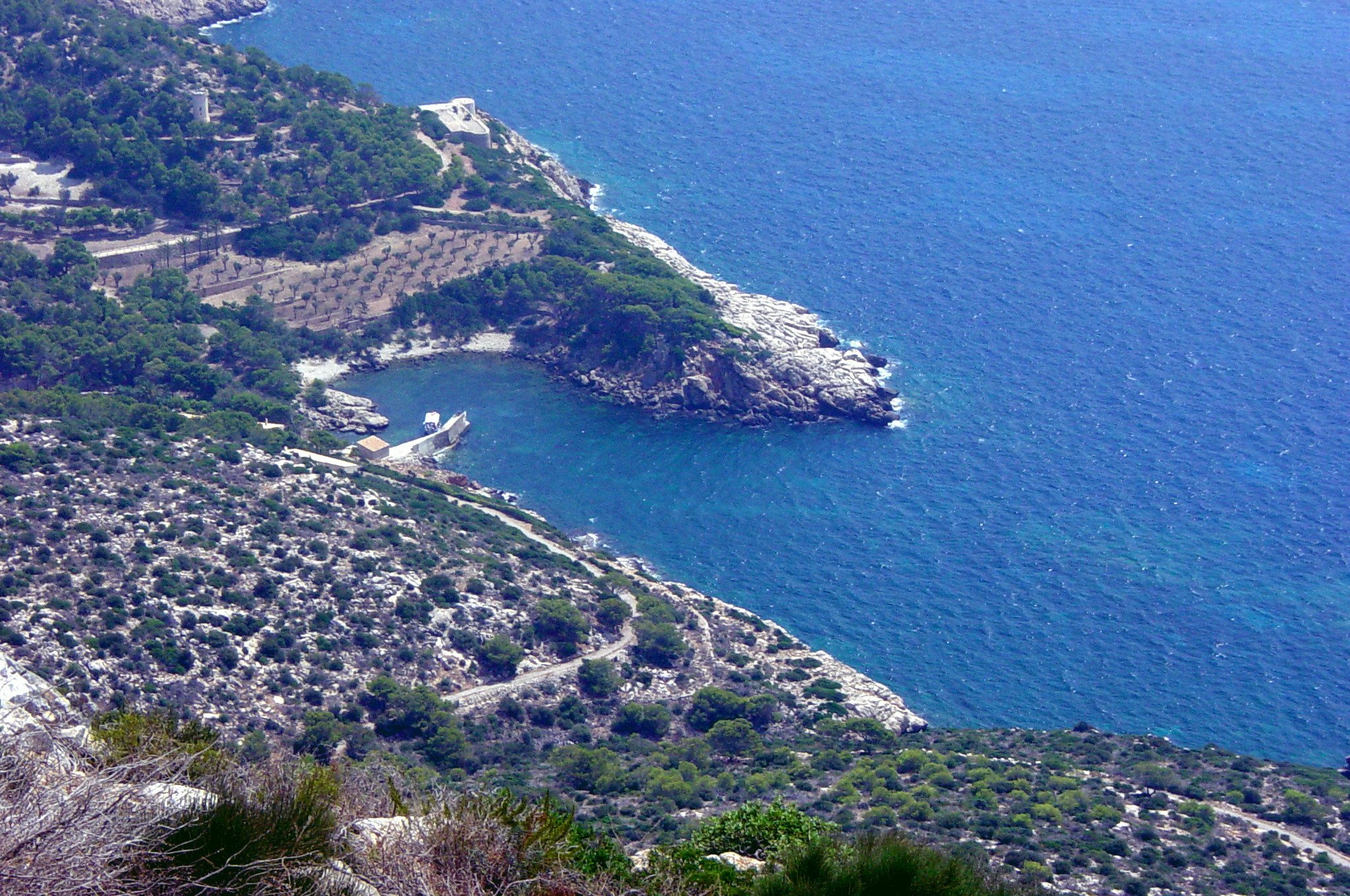
Micul port în Cala Lladro

În Dragonera a fost găsită o necropolă. Această descoperire sugerează că insula a fost utilizată ca loc de înmormântare în trecut. 
În 1229 James I de Aragon s-a folosit de insula Dragonera pentru a se pregăti de atac în vederea cuceririi insulei Palma de Mallorca. Insula este dată în proprietate Episcopiei din Barcelona. 
În 1581 turnul începe a fi construit pe vârful Popia. Turnul ce poartă apoi numele de Llebeig este finalizat în 1585. 
În 1811 familia Villalonga devine proprietarul insulei până în 1934, ca apoi să o recupereze în 1939. 
În 1880 arhiducele Salvador Lluis scrie amănunțit despre insulă, în cartea lui Die Balearen. 
În 1910 se pun în funcțiune doua faruri: Llebeig (ca și numele turnului) precum și Tramuntana. 
În 1941 Joan Flexas cumpără insula spre a o transforma în teren arabil. Insula este folosită ca spațiu pentru contrabandă în acea perioadă (1941-1974). 
În 1974 compania PAMESA a cumpărat insula cu intenția de urbanizare. Nu s-a realizat acest deziderat grație presiunilor asociațiilor ecologiste și mai mult, în anul 1984 "Audiencia Nacional din Spania" a decretat interzicerea urbanizării insulei. În 1987, Consiliului Insular din Mallorca devine proprietarul insulei. 
Pe 26 ianuarie 1995, Guvernul autonom din Insulele Baleare declara Dragonera, Pantaleu și Insula Mediana Rezervație Naturală, prin decretul 7 / 1995.

## Clima
Cantitatea de precipitații medii este de 350 mm. În lunile septembrie și decembrie se înregistrează precipitații mai puternice.

## Fauna

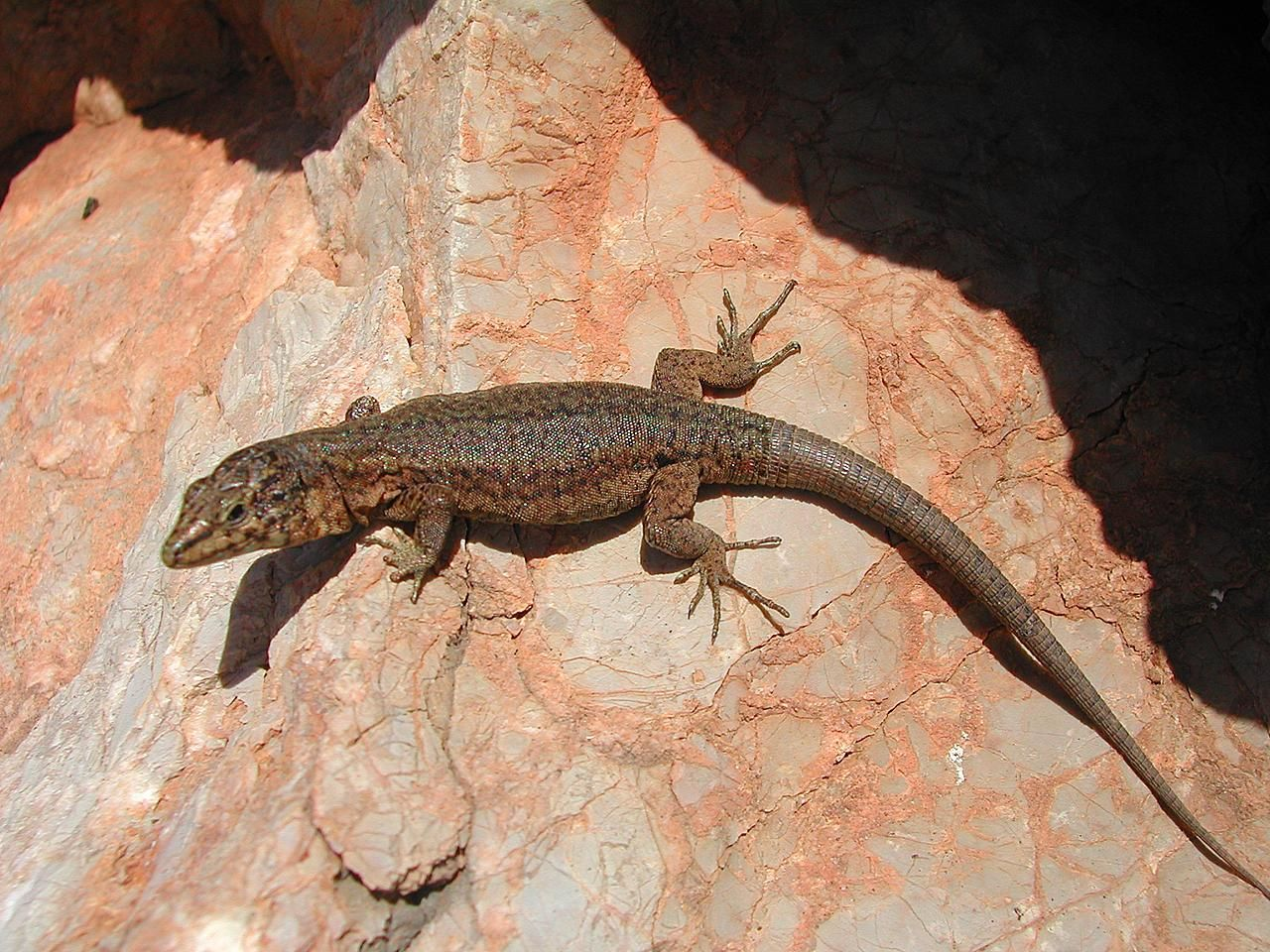
Podarcis lilfordi giglioli

Fauna terestră a insulei este formată din iepuri, scorpioni și șopârla endemică Podarcis lilfordi ssp. giglioli. Principalele varietăți de păsări sunt:
- (Larus cachinnans michahellis)
- (Sylvia melanocephala)
- (Falco peregrinus)
- (Falco eleonorae)
- Corbul (Corvus corax)
- Corbul marin (Phalacrocorax aristotelis)
- Acvila pescar (Pandion haliaëtus)
- (Alcedo atthis)
- (Hydrobates pelagicus)
- (Puffinus mauretanicus)
- (Calonectris diomedea)

## Flora
- (Rosmarinus officinalis)
- (Crithmum maritimum)

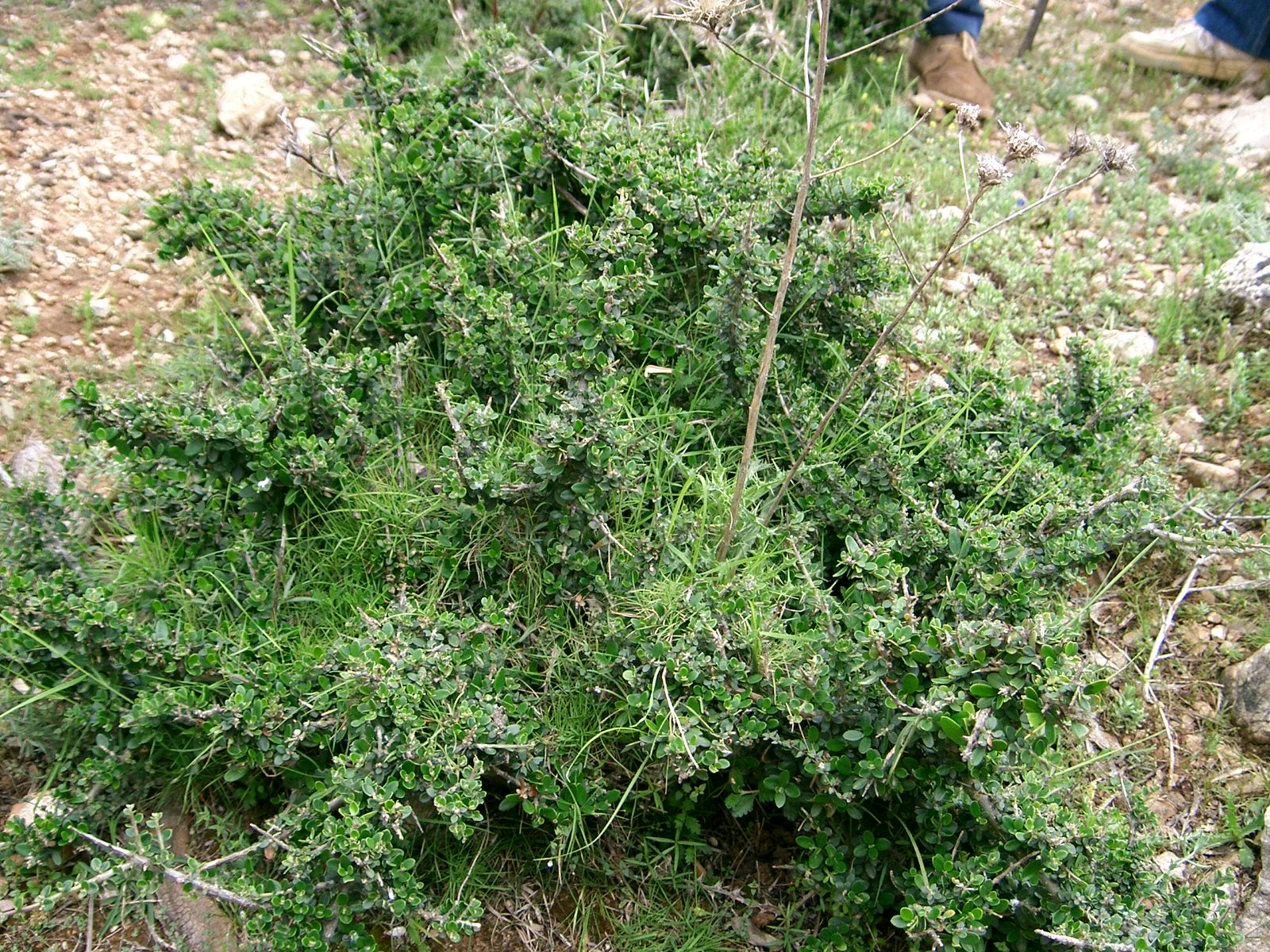
Maslinul sălbatic (Olea europaea var sylvestris)

- (Launaea cervicornis). specie endémica
- (Urginea maritima)
- (Arum pictum)
- Orhideea piramidă (Anacamptis pyramidalis)
- (Pistacia lentiscus)
- Pinul alb (Pinus halepensis)
- Maslinul salbatic (Olea europaea (var sylvestris))
- Efedra (Ephedra fragilis)
- (Hypericum balearicum). Especie endémica
- (Chamaerops humilis)
- Tamarix (Tamarix africana)